# Andrzejewo (województwo mazowieckie)
Andrzejewo – wieś sołecka w Polsce położona w województwie mazowieckim, w powiecie ostrowskim, w gminie Andrzejewo. Dawniej miasto.
Do 1954 roku siedziba gminy Warchoły. W latach 1975–1998 miejscowość administracyjnie należała do województwa łomżyńskiego.
Miejscowość jest siedzibą władz gminy Andrzejewo oraz parafii rzymskokatolickiej Wniebowzięcia NMP.
Sołectwo Andrzejewo obejmuje: Andrzejewo, Andrzejewo-Kolonie, Andrzejewo-Zarzecze i Jabłonowo-Klacze
| SIMC    | Nazwa               | Rodzaj    |
| ------- | ------------------- | --------- |
| 0394513 | Andrzejewo-Kolonie  | część wsi |
| 0394520 | Andrzejewo-Zarzecze | część wsi |

## Historia
Miejscowość jako wieś wymieniona została w I połowie XIII wieku w inwentarzu dóbr biskupstwa płockiego. Pierwotnie nazwana Wronie.
Położona nad rzeką Brok Mały, na połączeniu szlaków z Łomży i Pułtuska na Podlasie.
Andrzejewo uzyskało lokację miejską w 1528 roku. Powstało na gruntach wsi Wronie na prawie niemieckim z inicjatywy biskupa płockiego Andrzeja Krzyckiego, na mocy przywileju wydanego 3 marca lub 13 maja 1534 roku przez króla Zygmunta I Starego. Nadana nazwa Andrzejów nie przyjęła się, pomimo że jeszcze w 1784 roku używano nazwy Andrzeiow. W drugiej połowie XVI wieku Andrzejewo było prywatnym miastem duchownym należącym pod względem własności do biskupów płockich a pod względem administracyjnym do powiatu nurskiego ziemi nurskiej województwa mazowieckiego.
W roku 1869 w wyniku represji po powstaniu styczniowym Andrzejewo zostało pozbawione praw miejskich i stało się osadą wiejską.
W Andrzejewie mieścił się urząd gminy, funkcjonowała szkółka elementarna, działał zakład stolarski i odbywały się jarmarki. W 1879 roku mieszkało 1200 osób w tym 580 Żydów, a miejscowi rolnicy uprawiali 2139 morgów ziemi.
W 1929 r. wieś i gminę zamieszkiwało 995 osób. We wsi istniał kościół i synagoga. Siedem razy w roku odbywały się jarmarki. Istniała jedna apteka, dwa sklepy bławatne, sklep galanteryjny, dwie olejarnia, trzy piwiarnie, siedem sklepów spożywczych, dwa wiatraki, sklep żelazny. Był jeden felczer, jedna akuszerka, introligator, czterech kowali, dwóch krawców, trzech piekarzy, rymarz, rzeźnik, dwóch stolarzy, czterech szewców i handlarz zbożem.
W czasie agresji III Rzeszy na Polskę, 9 września 1939 roku Andrzejewo zajęte zostało przez wojska niemieckie. Pod koniec września na mocy paktu Ribbentrop-Mołotow miejscowość znalazła się w granicach ZSRR. 
Po wybuchu wojny niemiecko-radzieckiej w 1941 roku miejscowość została ponownie zajęta przez Niemców. Na początku sierpnia 1941 roku Niemcy wypędzili Żydów z Andrzejewa a rolnikom nakazali wywieść furmankami starców, chorych i dzieci narodowości żydowskiej. Wszyscy Żydzi (około 230 osób, w tym 60 z Lubotynia) zostali rozstrzelani w lesie Rząśnik. 
Okupację niemiecką Andrzejewa zakończyło 28 sierpnia 1944 roku zdobycie miejscowości przez żołnierzy z 48 Armii 1 Frontu Białoruskiego Armii Czerwonej.

### Historia Żydów w Andrzejewie.
Biskup Andrzej Krzycki lokując Andrzejewo wprowadził zakaz osiedlania się Żydów na terenie miasta (de non tolerandis Judaeis). Kolejni biskupi płoccy potwierdzali ten zakaz. Żydzi osiedlali się więc w okolicznych miejscowościach m.in. w Czyżewie, Zarębach Kościelnych. Dzierżawili oni karczmy i młyny.
Na przełomie lat 1802 i 1803 prawdopodobnie osiedlili się w Andrzejewie pierwsi Żydzi. Pozwoliło na to zniesienie w części miast przez rząd pruski zakazu de non tolerandis Judaeis. W 1808 roku na 726 mieszkańców Żydów było 28. W 1811 na 773 mieszkańców – 111 stanowili Żydzi. Pod koniec lat 70. XIX wieku ludność wyznania mojżeszowego stanowiła 48,3% ogółu ludności (1200 mieszkańców, w tym 580 Żydów).
W 1826 zaczął działać samodzielny okręg bożniczy. Jeszcze przed końcem XIX wieku wybudowano synagogę (ul. Warszawska 34A) i założono cmentarz (do tego momentu Żydów grzebano w Czyżewie) i powołano cheder. Stanowisko rabina było często nieobsadzone. Obowiązki rabina pełnili kolejno: Mejer Hersz Zamlung (1860–1865) oraz Jankiel Ejdem (1865–1882, w okresie 1866–1867 z podrabinem Jankielem Bocianem). W kolejnych latach rabinami byli: Lejbko Kuszer (1882–1909), Lejba Ałgaze (znany tylko z 1887 r.), Moszko Fromberg (1910–1913), Abram Spektor (1923–1924) oraz Jankiel Jabłonka (1928–1935).
Żydzi osiedlili się głównie przy Rynku i jego okolicach. Początkowo trudnili się prowadzeniem karczm, w późniejszym okresie zajęli się handlem i rzemiosłem. Większa część usług transportowych była zdominowana przez Żydów. 
W latach 20. XX w. powstało Stowarzyszenie Kulturalno-Oświatowe „Tarbut”. Funkcjonowała biblioteka z księgozbiorem w języku polskim i żydowskim.
W 1921 r. w Andrzejewie mieszkało 277 Żydów, co stanowiło 28,1% ogółu mieszkańców. 
Po wybuchu wojny niemiecko-radzieckiej w 1941 Andrzejewo zostało zajęte przez Niemców. Cmentarz i synagoga została zdewastowana. Na początku sierpnia 1941 żandarmeria niemiecka wraz z SS nakazała okolicznym rolnikom przewieść furmankami starców, chorych i dzieci. Pozostałych Żydów ustawiono w kolumnę i popędzono w stronę Szumowa. Tam na placu zgromadzili około 230 Żydów, w tym 60 z pobliskiego Lubotynia. Po ograbieniu z biżuterii, pieniędzy i co bardziej wartościowych rzeczy popędzili ich w kierunku lasu Rząśnik. W lesie, nad wcześniej wykopanymi dołami, wszyscy Żydzi zostali rozstrzelani. 
Część mieszkańców Andrzejewa żydowskiego pochodzenia została zamordowana niedaleko Mianówka. Tam Niemcy zamordowali około 5 000 Żydów z Zarąb Kościelnych i Czyżewa oraz okolicznych miejscowości.

### Historia kościoła

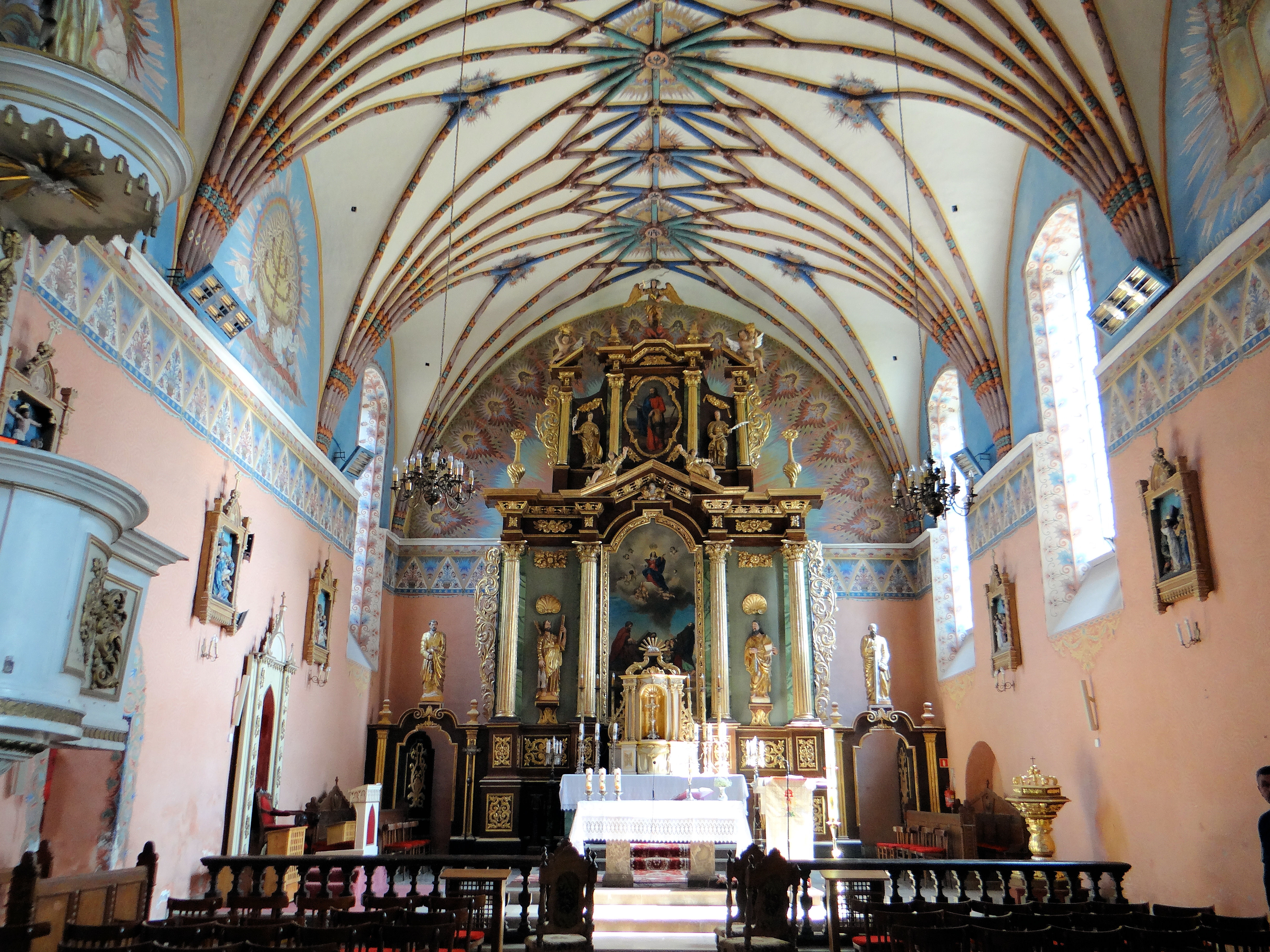
Wnętrze kościoła

Parafia pod wezwaniem Świętych Bartłomieja i Wojciecha erygowana została około 1430 r. przez biskupa Stanisława Pawłowskiego. Ponownie uposażona została przez biskupa Pawła Giżyckiego w roku 1444.
W miejscu pierwotnego kościoła drewnianego w roku 1526 rozpoczęto prowadzoną etapami budowę obecnego, późnogotyckiego kościoła murowanego:
- 1526-1534 – staraniem proboszcza Tomasza z Tarnowa murator Maciej wystawił prezbiterium z piętrową zakrystią i fundamenty korpusu nawowego
- połowa wieku XVI – wymurowanie do połowy ścian magistralnych i założenie filarów międzynawowych
- 1569 – dobudowa lub wzmocnienie szkarp, wykończenie fasady z wielkim oknem na osi
- około 1600 – nadbudowa ścian nawy głównej, wykonanie wieży, zamurowanie okna w ścianie wschodniej przy prezbiterium i w elewacji zachodniej
- 1605 – Konsekracja kościoła przez biskupa Wojciecha Baranowskiego
- 1612 – rozpoczęcie budowy kaplicy pod wezwaniem św. Anny
- 1632 – położenie polichromii w prezbiterium
- 1788-1806 – budowa chóru muzycznego i odbudowa filarów tęczowych
- pierwsza połowa XIX w. – budowa drewnianej kondygnacji wieży
- przełom XIX/XX w. – dobudowa kruchty oraz szkarpy przy południowo-wschodnim narożniku kaplicy[9]

W II połowie XIX w. parafia liczyła około 4000 wiernych.
W Andrzejewie dzieciństwo spędził kardynał Stefan Wyszyński. Na miejscowym cmentarzu pochowane są jego matka i siostra.

## Obiekty zabytkowe
- późnogotycki kościół parafialny pod wezwaniem Wniebowzięcia Najświętszej Marii Panny
- dzwony
  - z 1695 fundowany przez plebana Andrzeja Ugniewskiego, przelany w 1925
  - z 1717 fundacji biskupa płockiego Ludwika Załuskiego, przelany w 1866 z datą 1888
- na cmentarzu
  - piaskowcowa figura Immaculaty
  - kaplica murowana z roku 1884, fundacji Ludwiki ze Starzeńskich i Karola Przeździeckich oraz proboszcza Wincentego Godlewskiego
- kapliczka przydrożna z połowy wieku XIX[9]